# Clairvaux-d’Aveyron
Clairvaux-d’Aveyron – miejscowość i gmina we Francji, w regionie Oksytania, w departamencie Aveyron. W 2013 roku jej populacja wynosiła 1186 mieszkańców. Przez gminę przepływa rzeka Aveyron.

## Zabytki
Zabytki w miejscowości posiadające status monument historique:
- zamek w osadzie Panat (fr. Château de Panat)
- kościół św. Błażeja (fr. Église Saint-Blaise)